# Julius von Westernhagen
Heinrich Ferdinand Julius von Westernhagen (* 26. Juni 1828 in Teistungen; † 7. April 1905 in Darmstadt) war ein preußischer Generalmajor.

## Leben

### Herkunft und Familie
Er stammte aus dem eichsfeldischen Uradelsgeschlecht von Westernhagen und war der Sohn des Lewin von Westernhagen auf Teistungen-Oberhof (1800–1870) und dessen Ehefrau Leopoldine, geborene Hofmann (1804–1888). 
Er war zweimal verheiratet, in erster Ehe 1856 mit Johanna Frieß-Hasenkamp (1836–1860) und in zweiter 1862 mit Auguste Defoy (1835–1902). Von mehreren Kindern war sein Sohn Heinrich von Westernhagen (1864–1925) ebenfalls Generalmajor und kommandierte im Weltkrieg das Leibgarde-Infanterie-Regiment (1. Großherzoglich Hessisches) Nr. 115.

### Werdegang
Westernhagen trat zu Beginn des Jahres 1846 als Füsilier in das 26. Infanterie-Regiment der preußischen Armee ein, wo er im September selbigen Jahres zum Portepeefähnrich und im September 1848 zum Sekondeleutnant avancierte. Er nahm dann am Feldzug in Baden, insbesondere den Gefechten bei Ubstadt, Durlach und Michelbach teil. Im Frühjahr 1851 war er für zwei Monate zur Gewehrfabrik in Sömmerda kommandiert. Im Dezember 1851 wurde er Adjutant des Füsilierbataillons. Er stieg 1857 zum Premierleutnant auf und wurde 1858 Kompanieführer beim II. Bataillon in Burg des 26. Landwehrregiments. 1859 wechselte in gleicher Funktion zum III. Bataillon in Neuhaldensleben. Mit seiner Beförderung zum Hauptmann im Jahre 1860 wurde er auch Kompaniechef im Infanterie-Regiment Nr. 26. 
Im Deutschen Krieg nahm er am Gefecht bei Münchengrätz sowie der Schlacht bei Königgrätz, wo er verwundet wurde, teil und wurde im September 1866 mit dem Kronenorden IV. Klasse mit Schwertern ausgezeichnet. 1869 hat er den Charakter als Major erhalten und 1870 das Patent zum Dienstgrad, wobei er gleichzeitig Kommandeur des Ersatzbataillons wurde. Im September 1870 wurde er als Führer zum mobilen Regiment des Füsilierbataillons des Infanterie-Regiment Nr. 26 ernannt und nahm am Deutsch-Französischen Krieg, insbesondere der Belagerung von Paris und dem Gefecht bei Épinay teil. 1871 wurde er in das Regiment einrangiert und Kommandeur des Füsilierbataillons. 
Westernhagen avancierte 1875 zum Oberstleutnant und 1879 zum Oberst. Ebenfalls im Jahr 1879 wurde er Kommandeur des Infanterie-Regiments Nr. 117. Er hat 1883 den Kronenorden II. Klasse mit Schwertern erhalten und wurde 1884 mit dem Charakter als Generalmajor mit Pension zur Disposition gestellt. 